# Décembre 2000

## Événements
- 12 décembre : Avec Bush v. Gore, la Cour suprême des États-Unis stoppe tous les recours concernant l'élection présidentielle et donne la victoire électorale à George W. Bush.

## Naissances
- 3 décembre : César Huerta, footballeur mexicain
- 4 décembre : Zeki Amdouni, footballeur suisse
- 11 décembre : Josha Vagnoman, footballeur allemand
- 14 décembre : Grand M., comédien malien
- 13 décembre : Simona Waltert, joueuse de tennis suisse
- 17 décembre : Naomi Akakpo, hurdleuse togolaise
- 22 décembre : Pauletta Foppa, handballeuse française
- 23 décembre : Sekou Doumbouya, basketteur franco-guinéen
- 26 décembre : Haruya Fujii, footballeur japonais
- 28 décembre : 
  - Sebastián Báez, joueur de tennis argentin
  - Nicolò Cambiaghi, footballeur italien
  - Yoon Ji-yu, pongiste sud-coréenne
- 29 décembre :
  - Karé Adenegan, athlète handisport britannique
  - Eliot Vassamillet, chanteur belge
- 31 décembre : Alycia Parks, joueuse de tennis américaine

## Décès
- 8 décembre : Ann T. Bowling, généticienne américaine  (° 1er juin 1943)